# Moritz Weinberg
Moritz Weinberg (* 29. September 1888 in Werther, Westfalen; † 1944 in Auschwitz) war ein deutscher Jurist.
Er studierte ab 1907 Jura und wurde nach seiner Promotion zum Dr. jur. zunächst Rechtsanwalt. Im Ersten Weltkrieg war er Oberleutnant, wofür er nach Kriegsende einen bayerischen Verdienstorden erhielt. Nach dem Krieg war er als Richter in Essen tätig und war lange Jahre Rechtsanwalt und letzter jüdischer „Rechtskonsulent“ in Köln. 1924 heiratete er seine Frau Mathilde (Hilde). Sie hatten zwei Kinder, den 1925 geborene Rolf und die 1929 geborene Marie-Luise.
Er war Vorsitzender des Landesverbandes Rheinland des Reichsbundes jüdischer Frontsoldaten und der Moria-Loge des B’nai B’rith. Er wurde am 19. Juni 1943 mit seiner Frau Hilde und seiner Tochter Marie-Luise nach Theresienstadt deportiert Am 19. Oktober 1944 wurden alle drei nach Auschwitz deportiert. Nur sein Sohn Rolf, der sich später Ralph Wingfield nannte, überlebte den Holocaust, weil er mit einem Kindertransport nach England fliehen konnte.
Seit 2013 erinnert ein Stolperstein in Neuwied an seine Ermordung.